# Bill Triglia
William E. „Bill“ Triglia (* 22. Februar 1924 in der Bronx, New York City; † 3. Februar 2011 in Hackensack (New Jersey)) war ein US-amerikanischer Jazzpianist, der mit den unterschiedlichsten Jazzmusikern von Louis Armstrong bis hin zu Sonny Rollins arbeitete.

## Leben und Wirken
Triglia, dessen Eltern Pianisten waren, hatte Unterricht bei seinem Onkel; mit zwölf Jahren hatte er erste professionelle Auftritte. Er absolvierte die Park Ridge Highschool und diente während des Zweiten Weltkriegs in der US-Marine. Danach studierte er ab 1945 an der Juilliard School of Music. Seine Musikerkarriere begann er in New Yorker Clubs, wie dem Playboy Club, Village Vanguard und dem Birdland. 1948 wirkte er erstmals bei Aufnahmen von Tony Fruscella mit, mit dem er drei Alben aufnahm. Auch spielte er mit Charlie Parker auf einer jüdischen Hochzeit. Er arbeitete mit den Orchestern von Les Elgart, Alvino Rey, Sam Donahue, Johnny Bothwell, Georgie Auld und Terry Gibbs. 
In der Jazzszene bekannter wurde er in den 1950er Jahren durch Aufnahmen mit Hank D’Amico (Holiday with Hank, 1954), Sam Most ( I'm Nuts About The Most....Sam That Is!, 1955), Jackie Paris (Can't Get Started with You, 1955), Zoot Sims, Lester Young (Live at Birdland, 1956), Jimmy Knepper und Charles Mingus (Tijuana Moods, 1957), Don Joseph (1984) sowie durch seine Zusammenarbeit mit Buddy Rich und Jimmy Dorsey. 1979 entstand ein Album mit Dave Schildkraut., mit dem er schon 1959 im Cafe Bohemia aufgetreten war. Bis ins hohe Alter war Triglia als Musikpädagoge tätig und trat in seinem Wohnort Westwood (New Jersey) auf. Er starb im Alter von 86 Jahren in Hackensack, New Jersey.